# Kungla (Saaremaa)
Kungla is een plaats in de Estlandse gemeente Saaremaa, provincie Saaremaa. De plaats heeft de status van dorp (Estisch: küla) en telt 40 inwoners (2021).
Tot in oktober 2017 behoorde Kungla tot de gemeente Valjala. In die maand werd Valjala bij de fusiegemeente Saaremaa gevoegd. Een ander dorp Kungla in de nieuwe gemeente werd herdoopt in Kaarma-Kungla.
Kungla ligt aan de zuidkust van het eiland Saaremaa. De plaats heeft een kleine haven.

## Geschiedenis
Kungla ontstond pas in 1920 op het voormalige landgoed van Võhksa (Duits: Wexholm). Op het grondgebied van  Kungla ligt het landhuis van Võhksa, dat overigens na de Tweede Wereldoorlog vele verbouwingen heeft ondergaan. Het is in particuliere handen.